# Гопова, Нина Юрьевна
Нина Юрьевна Гопова-Трофимова (4 мая 1953, Новгород, РСФСР, СССР) — советская спортсменка (гребля на байдарках). Заслуженный мастер спорта СССР (1973).

## Биография
Нина Юрьевна Гопова получила образование в новгородской средней школе № 2. С 1965 года начала заниматься греблей. Первый успех пришёл в 1967 году, когда она выиграла юношеские соревнования в байдарке-одиночке в Пскове. В 1968 году победила на Спартакиаде России среди школьников в байдарке-одиночке, затем заняла первое место в первенстве СССР по юношам, выполнив норматив мастера спорта СССР. Выступала за общество «Спартак» (Новгород).
На чемпионате мира в финском городе Тампере (1973) в возрасте 20 лет Нина Гопова стала чемпионкой мира по гребле на байдарке-одиночке и в сборном экипаже четверки, а также серебряным призёром в двойке с Людмилой Пинаевой. На Олимпийских играх 1976 года, где её партнёром была Галина Крефт, выиграла золотую медаль в двойке. Через четыре года спортсменки стали серебряными призёрами Олимпийских игр в Москве. После московских игр Нина Гопова больше не выступала. Окончив институт, она работала со сборной. Родила дочь Надежду.
С 1981 года Н. Гопова-Трофимова работает тренером-преподавателем по гребле на байдарках Новгородской специализированной ДЮСШ по гребле Всесоюзного добровольного спортивного общества «Спартак», школы высшего спортивного мастерства комитета по физической культуре и спорту при Новгородском облисполкоме.
С октября 1992 года — доцент кафедры физического воспитания Новгородского сельхозинститута (С 28 февраля 1995 года переименован в Новгородскую государственную сельскохозяйственную академию, с 12 февраля 1997 года присоединена к НовГУ).

## Достижения
- Олимпийская чемпионка 1976 года,
- Серебряный призёр Олимпийских игр 1980 года,
- 12-кратная чемпионка СССР,
- 2-кратная чемпионка мира,
- 3-кратный серебряный призёр чемпионатов мира.

## Награды
- Орден «Знак Почёта» (1976 год) за высокие спортивные результаты;
- медаль «За трудовое отличие» (1980);
- почётный знак «За развитие Олимпийского движения в России»;
- имя Н. Ю. Гоповой занесено в книгу Почёта ЦК ВЛКСМ и в книгу «Трудовой славы Новгородской области»;
- звание «Почётный гражданин Великого Новгорода» (28 мая 1998 года)[3];
- юбилейная медаль «В память 1150-летия Великого Новгорода».